# Bezirksrabbinat Mergentheim
Das Bezirksrabbinat Mergentheim (später auch Bezirksrabbinat Bad Mergentheim) entstand 1832 in Mergentheim in Württemberg und war eines von 13 Bezirksrabbinaten, die auch als Bezirkssynagogen bezeichnet wurden. Das Bezirksrabbinat bestand bis 1939.

## Geschichte
Durch einen Erlass des Ministeriums des Innern vom 3. August 1832 wurden nach der Zusammenlegung oder Auflösung verschiedener jüdischer Gemeinden die nun insgesamt 41 Kirchengemeinden in 13 Bezirksrabbinate eingeteilt. Mergentheim wurde Sitz eines Rabbinatsbezirks, da dort eine große jüdische Gemeinde bestand, die 1895 280 Mitglieder hatte. Die Bezirksrabbinate waren der ebenfalls 1832 geschaffenen Oberkirchenbehörde unterstellt.

## Aufgaben
Die Aufgaben umfassten den Vollzug der landesherrlichen Verordnungen, die Verkündigung und den Vollzug der Verordnungen der Oberkirchenbehörde, Beratungen über Schulangelegenheiten, die Verwaltung von Stiftungen und die Verteilung von Almosen. Zur Finanzierung der Bezirksrabbinate wurden Umlagen von den einzelnen jüdischen Gemeinden bezahlt.

## Gemeinden des Rabbinatsbezirks
- Jüdische Gemeinde Archshofen
- Jüdische Gemeinde Creglingen (von 1914 bis 1939 Mergentheim, davor von 1832 bis 1914 Bezirksrabbinat Weikersheim[2])
- Jüdische Gemeinde Edelfingen
- Jüdische Gemeinde Igersheim
- Jüdische Gemeinde Laudenbach (Weikersheim)
- Jüdische Gemeinde Markelsheim
- Jüdische Gemeinde Mergentheim (1832 wurde die jüdische Gemeinde Neunkirchen mit der Mergentheimer vereinigt[3])
- Jüdische Gemeinde Niederstetten
- Jüdische Gemeinde Olnhausen
- Jüdische Gemeinde Wachbach

## Bezirksrabbiner
- 1834 Moses Wassermann (Rabbinatsverweser)
- 1835 bis 1855 Salomon Wassermann
- 1855 bis 1867 Max Sänger
- 1867 bis 1893 Samson Gunzenhauser
- 1893 bis 1909 Hirsch Naphtali Zwi Sänger
- 1911 bis 1939 Moses Kahn